# Spoorlijn Vevey - Chamby
De spoorlijn Vevey - Chamby is een Zwitserse spoorlijn tussen Vevey en Chamby gelegen in kanton Vaud van de voormalige spooronderneming Chemins de fer électriques Veveysans (CEV). Sinds 2001 worden de treindiensten gereden door Transports Montreux-Vevey-Riviera (MVR).

## Geschiedenis

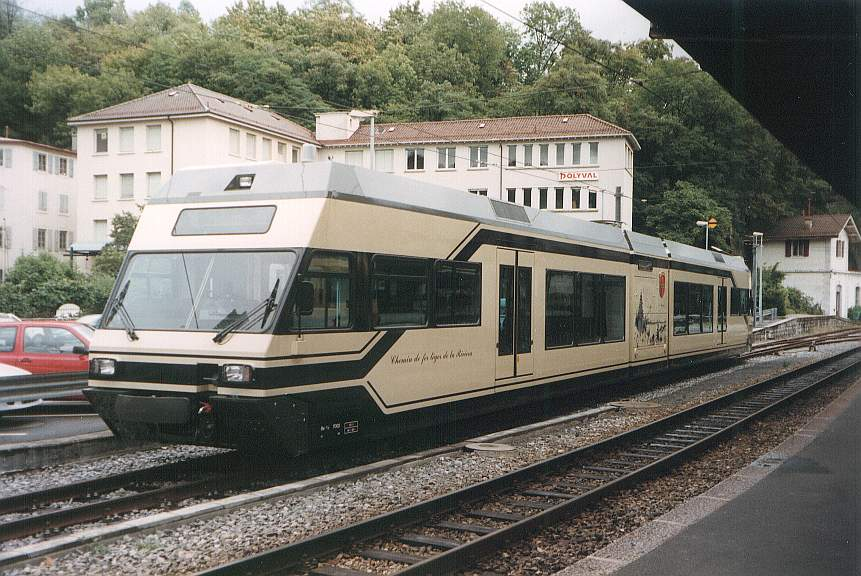
Een van de eerste uitvoeringen van de GTW, sinds 1998/'99 in gebruik bij de CEV

De Chemins de fer électriques Veveysans (CEV) bouwde en exploiteerde het metersporige traject dat loopt van Vevey over Saint-Légier en Blonay naar Chamby met een zijlijn van St-Légier-Gare naar Chatel-St-Denis en de berglijn van Blonay naar Les Pléiades.

### Vevey – Chamby
Het traject van Vevey over Saint-Légier en Blonay naar Chamby werd 1 oktober 1902 geopend. De CEV bood te Chamby aansluiting op het traject van de Montreux-Berner Oberland-Bahn (MOB) van Montreux via Chamby naar Zweisimmen. Het traject van en Blonay naar Chamby werd op 21 mei 1966 opgeheven en is sindsdien in gebruik bij de Museumsbahn Blonay-Chamby (BC).
Vanaf 1998 werd de bedrijfsvoering op het CEV-traject van Blonay naar Chamby uitgevoerd door de Chemin de fer léger de la Riviera. Dit bedrijf moest wegens geringe opbrengst na twee jaar de activiteiten staken.

### St-Légier-Gare – Chatel-St-Denis
Het traject van St-Légier-Gare naar Chatel-St-Denis werd op 2 april 1904 geopend. De CEV bood de Chatel-St-Denis aansluiting op het CP/GFM/TPG-traject van Palézieux en op het CBM/GFM/TPG-traject naar Bulle - Montbovon. Dit traject werd in 1969 opgeheven en daarna opgebroken.

### Blonay – Les Pléiades

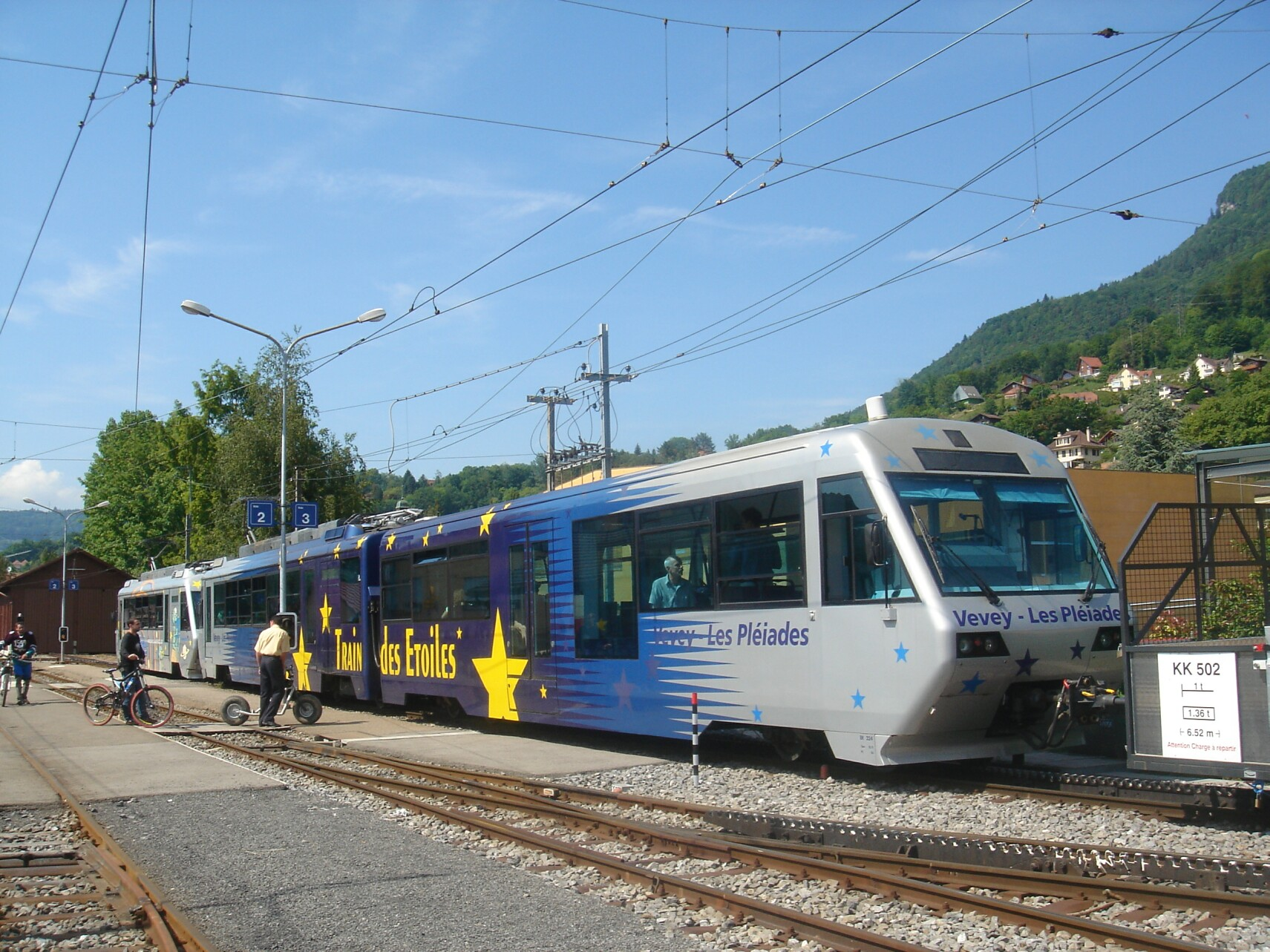
MVR lagevloer Bt 224 voor Beh 2/4 71 en 72 in Blonay

Het bergtraject van Blonay naar Les Pléiades is voor 99% voorzien van tandstaafsysteem Strub en werd op 8 juli 1911 geopend.

## Fusie
De Transports Montreux-Vevey-Riviera (MVR) ontstond in 2001 uit een samenwerking van de smalspoorbedrijven CEV en MTGN met de cabinebanen LAS en VCP. De MVR werkt samen met de Montreux-Berner Oberland-Bahn (MOB) in de Golden Pass Services SA (GPS).

## Tandradsysteem
De CEV maakt gebruik van het tandradsysteem Strub. Strub is een tandradsysteem ontwikkeld door de Zwitserse ingenieur en constructeur Emil Victor Strub (1858-1909).

## Elektrische tractie
Het traject van de CEV werd geëlektrificeerd met 900 volt gelijkspanning.